# João Felizardo

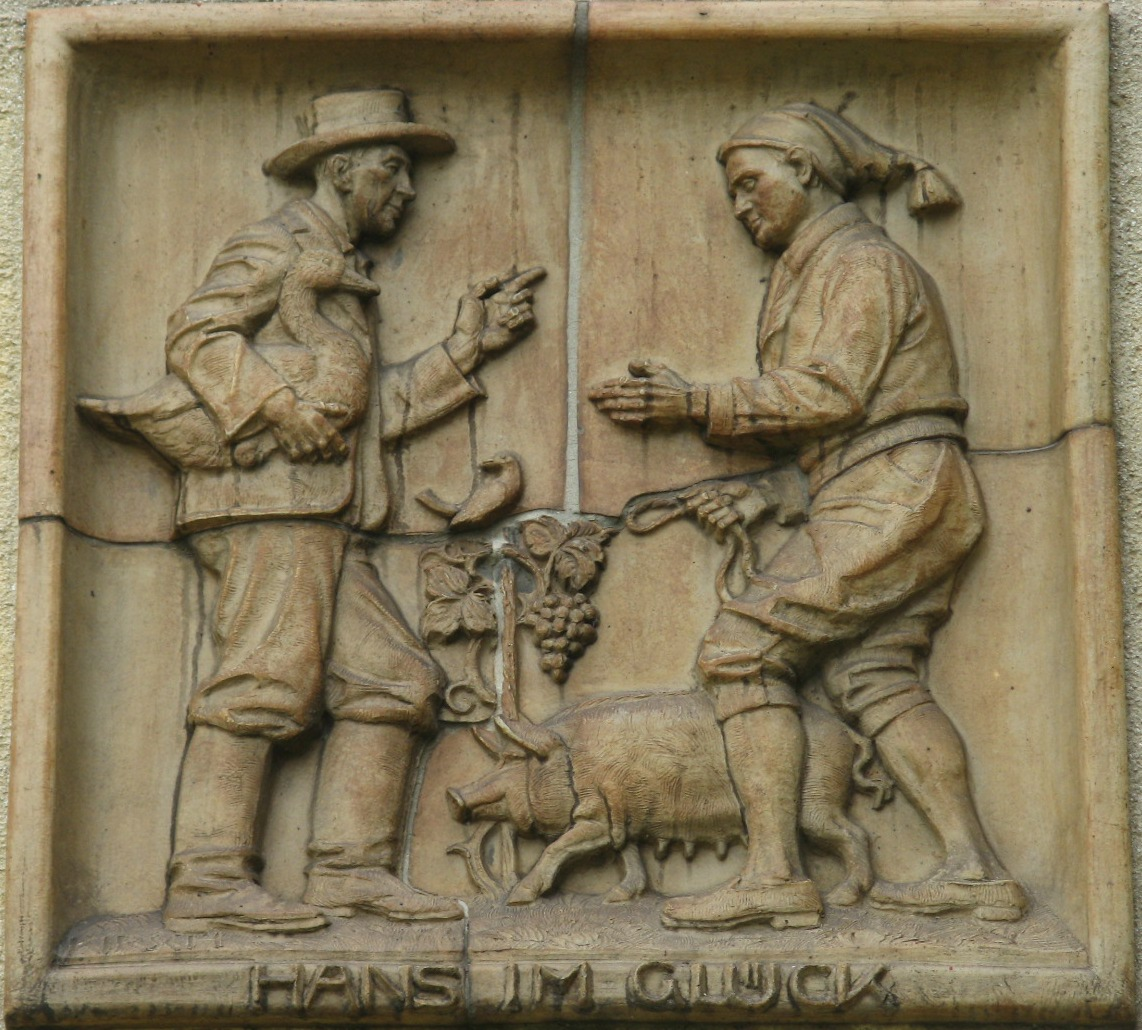
João Felizardo: terracota de Johann-Mithlinger-Siedlung, em Viena

João Felizardo (em alemão: “Hans im Glück”) é um conto de fadas alemão recolhido pelos Irmãos Grimm, no primeiro volume dos “Contos das crianças e do Lar”, publicado na segunda edição, de 1819, sendo registrado sob o número  83 . Ele está posto no Sistema de classificação de Aarne-Thompson, sob o número 1415.

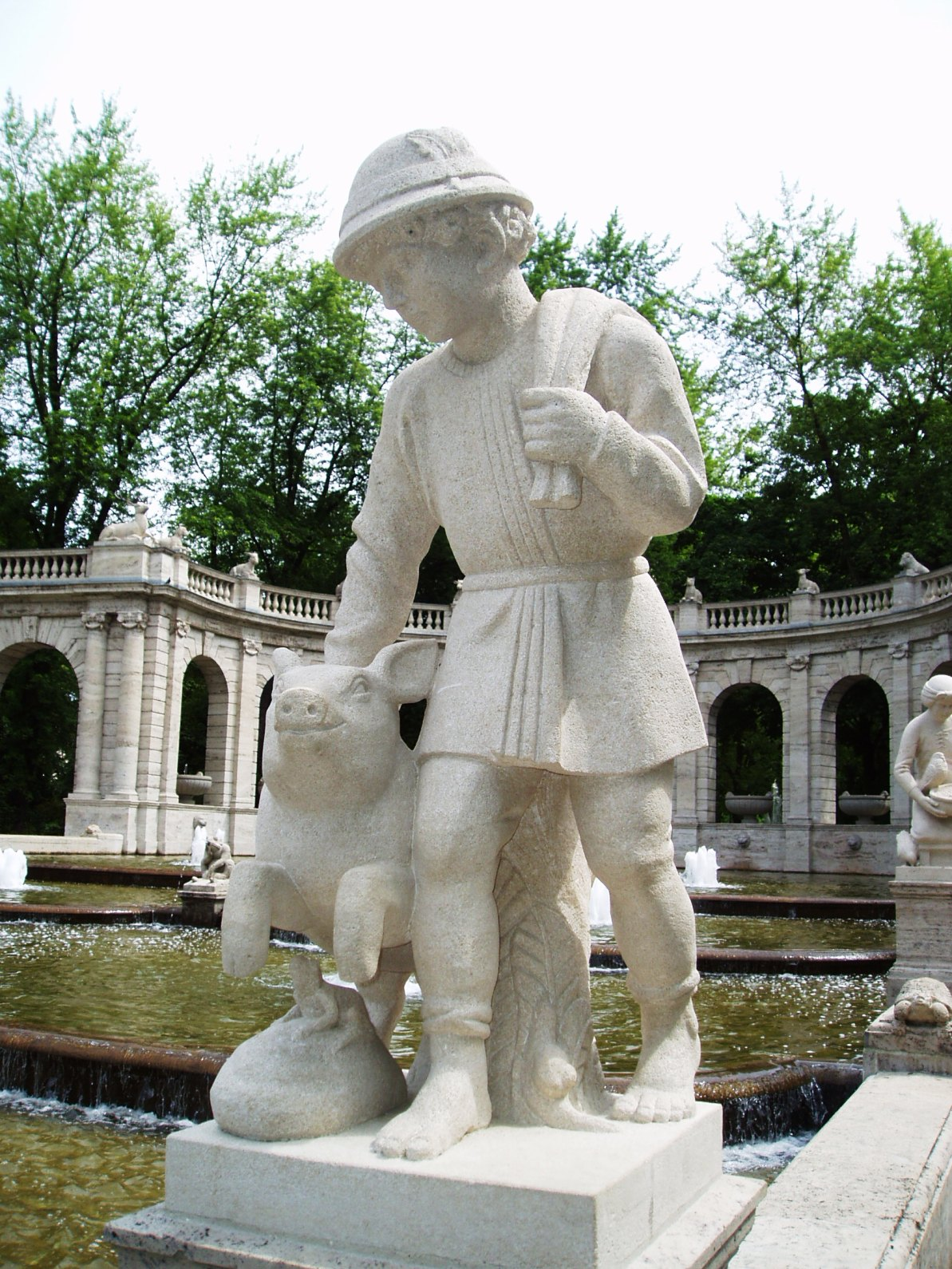
João Felizardo: escultura de Inácio Taschner, na fonte no Parque de Friedrichshain, em Berlim

## História
João trabalhou duro durante sete anos, mas desejava voltar a ver a sua pobre mãe. Seu mestre lhe pagou com uma pepita de ouro do tamanho de sua cabeça. João partiu em viagem, a pé, mas logo ficou cansado. Ele viu um cavaleiro montado em seu cavalo e vendo a facilidade com que marchava no cavalo, ele ofereceu para trocar o seu ouro pelo cavalo. Feliz com a troca, o homem deu-lhe o cavalo e João partiu.
João acelerou o cavalo e foi jogado para fora do animal, quando então ele encontrou um pastor que o convenceu trocar seu cavalo por uma vaca, argumentando que  uma vaca poderia fornecer leite, queijo e manteiga, além de marchar  mais vagarosamente. João aceitou a oferta e levou a vaca, continuando a sua jornada, descobrindo depois que a vaca estava seca e não produzia leite, como tinha sido dito. Descontente com a vaca, João encontrou um açougueiro com quem trocou sua vaca por um porco. Agradecendo o açougueiro pelo porco, João começou a correr novamente, na esperança de ter encontrado um companheiro de viagem ideal. Infelizmente, João encontrou um camponês que lhe informou que o porco fora roubado do escudeiro e ele corria o risco de ser preso por estar com o porco. João levou o ganso do camponês em troca de seu porco, feliz imaginando  um bom assado e uma fonte de gordura. Na próxima aldeia João viu um amolador de facas e tesouras e contou a sua história para ele. O amolador lhe ofereceu uma pedra de amolar em troca de seu ganso argumentando que a pedra iria lhe proporcionar uma fonte de renda. João trocou o ganso pelo rebolo e continuou o seu caminho, mas foi ficando cansado pelo peso da pedra e faminto, pois não tinha dinheiro para comprar comida. Quando João parou para beber água, nas margens de um rio, a pedra de amolar caiu em águas profundas se perdeu. João ficou feliz por se livrar da pesada pedra e de todos os problemas. Ele voltou para a casa de sua mãe, lhe contando o quanto tinha tido sorte.
[Editar] Origem

## Adaptações
A história foi adaptada para um filme de animação chamado “João com  Sorte” (1978)
Também foi adaptada para os palcos, pelo compositor americano Omari Tau, numa ópera em um único ato: “João com Sorte” (2011)